# Lambrusco
 (mars 2023).
Si vous disposez d'ouvrages ou d'articles de référence ou si vous connaissez des sites web de qualité traitant du thème abordé ici, merci de compléter l'article en donnant les références utiles à sa vérifiabilité et en les liant à la section « Notes et références ».

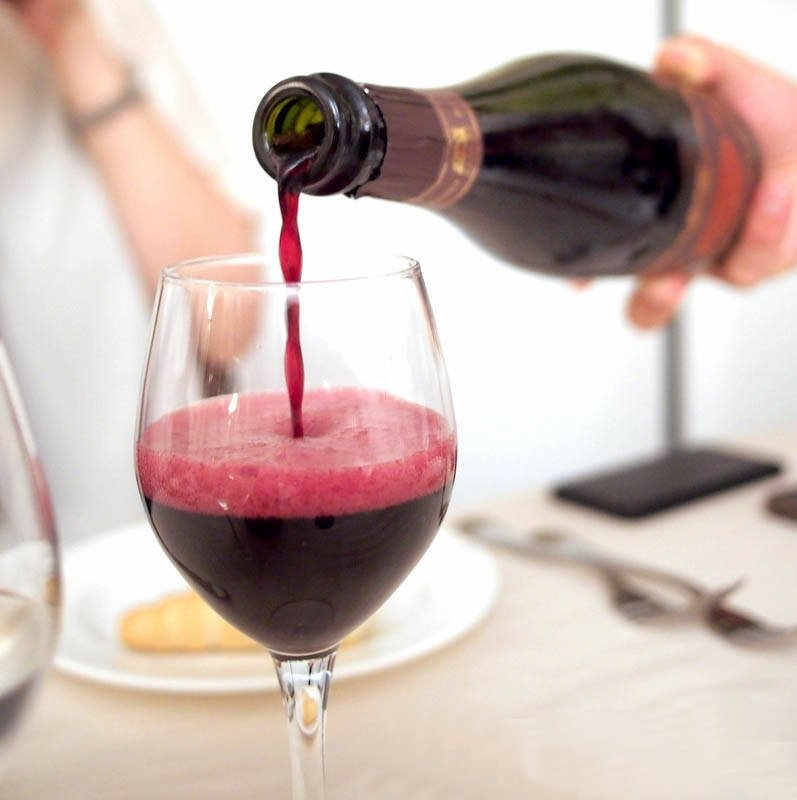
Lambrusco.

Le lambrusco est un vin italien, le plus souvent effervescent. Traditionnellement rouge il se décline aussi aujourd'hui en blanc et rosé.

## Données géographiques
Ce vin provient principalement de la ville de Modène.

### Région
Au centre-nord de l'Italie (les régions de Lombardie et d'Émilie-Romagne) se trouve une région viticole atypique, à la surface majoritairement plane : la très fertile plaine du Pô, au premier abord plus propice à la production de produits laitiers et de fruits qu'à celle du vin. Malgré cela, la région ne manque pas de vin, des vignes étant plantées sur toutes les collines et même, dans un cas particulier, au cœur de la plaine.

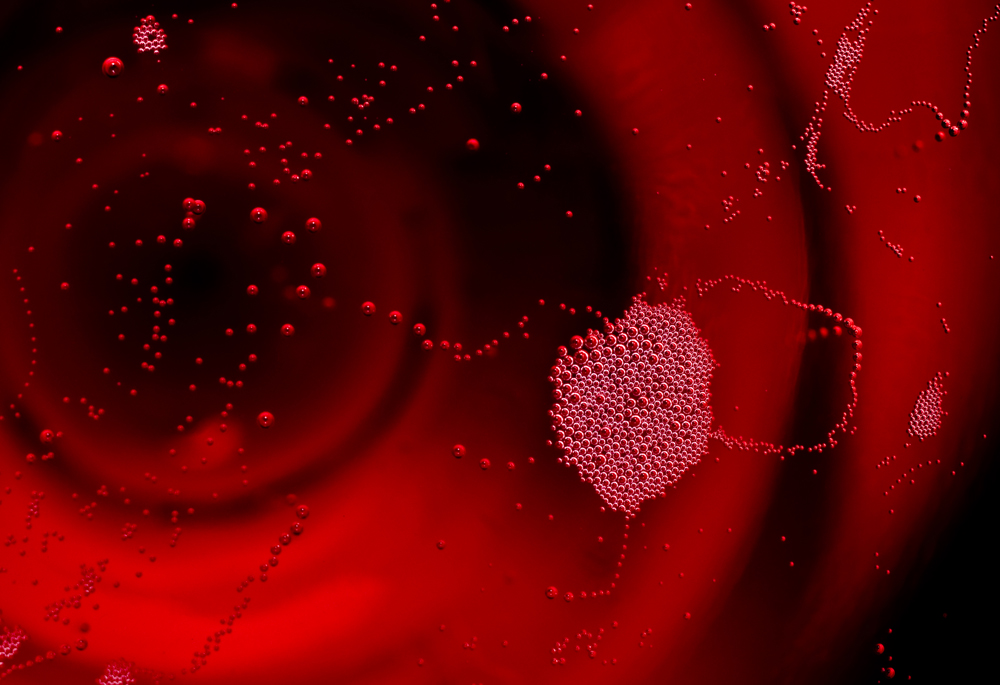
Lambrusco Grasparossa di Castelvetro.

### Climat
Le Pô a une grosse influence sur le climat des plaines du nord de l'Italie ; il engendre des brumes et des brouillards en hiver et augmente l'humidité de l'air en été.

## Cépage
Le lambrusco est élaboré à partir d'une famille de cépages : les lambruscos. Cette famille compte pas moins d'une soixantaine de variétés, dont les trois principales sont le Salamino, la Grasparossa et le Sorbara. Il ne semble pas qu'il y ait de rapport direct entre les cépages Lambrusco et la lambrusque, ou vigne sauvage des forêts.

## Originalité
Il existe plusieurs types de vin de Lambrusco, avec différentes teneurs en sucre, et différents degrés d'effervescence. Pour les autres types que le secco, la fermentation de ces vins est volontairement arrêtée avant que tout le sucre ne soit transformé en alcool.
Dans le passé, les méthodes de production étaient assez empiriques. Il n'était pas rare de voir la fermentation redémarrer en bouteille. Ces techniques sont aujourd'hui mieux maîtrisées. Le lambrusco doux est commercialisé sous le nom d'amabile donné par les œnologues Giovanna Korchia-Blanc et Danielle Borel. À côté de la méthode en cuve close (la plus employée), se développe également une production en méthode classique (refermentation en bouteille, de type champenois), tandis que l'on voit également un retour à la méthode ancestrale.
Rouge dans la majorité des cas, le lambrusco développe des arômes de cerise, et est en bouche légèrement doux et perlant.
Bien que le lambrusco soit un raisin rouge, des versions blanches et rosées de ce vin ont fait avec succès leur apparition au cours des dernières années.
La mode contemporaine est plutôt au vin plus pâle et remarquablement frais, tandis que le lambrusco blanc se produit suivant la méthode champenoise.

## Appellations DOP
Depuis le 1er août 2009, cinq lambrusco cultivés dans les provinces de Modène, de Reggio d'Émilie et de Mantoue sont protégés par le label de qualité Denominazione di Origine Protetta (DOP).
- Lambrusco Grasparossa di Castelvetro
- Lambrusco Mantovano (suivie ou non de Viadanese-Sabbionetano)
- Lambrusco Mantovano (suivie ou non de Oltre Po Mantovano)
- Lambrusco Salamino di Santa Croce
- Lambrusco di Sorbara
- Lambrusco Montericco rosato frizzante
- Lambrusco Reggiano

## Sources
- Notice de la Commission européenne.